# Arquidiocese de Armagh
A Arquidiocese de Armagh (Archdioecesis Armachana) é uma circunscrição eclesiástica da Igreja Católica sediada em Armagh, na Irlanda do Norte. Fundada por São Patrício em 445, o seu ordinário, além de Metropolita da Província Eclesiástica de Armagh, detém o título de Primaz de Toda Irlanda. Abrange parte do território da Irlanda do Norte e da República da Irlanda. O atual arcebispo é Eamon Martin, que governa a arquidiocese desde 2014 e sua sé episcopal é a Catedral de São Patrício. 
Possui 61 paróquias assistidas por 189 sacerdotes e cerca de 71,5% da população jurisdicionada é batizada.

## História

### Criação e primeiros séculos
São Patrício, tendo recebido algumas doações de terras no chamado Monte Ard-Macha (Alto de Macha), construiu uma igreja em seu cume e um mosteiro e alguns outros edifícios religiosos ao redor, e fixou neste lugar a sé de sua Diocese. Ele também fundou um colégio no mesmo lugar, que logo conquistou fama e atraiu milhares de estudiosos. Os Abades de Armagh ocupavam simultaneamente a posição de Bispo.   
A cidade de Armagh foi, assim, estabelecida como a capital eclesiástica da Irlanda. Em 448, Patrício, auxiliado por dois de seus discípulos, realizou um sínodo em Armagh, dos quais alguns cânones ainda são conhecidos. Um deles menciona expressamente que todos os casos de crime de consciência considerados graves devem ser encaminhados para o julgamento do Bispo de Armagh, e se esse não conseguir jugá-lo, deveria repassa-lo para a Sé de Roma. 
Por muitos séculos, os primazes fizeram visitas em várias partes do país para o recolhimento de tributos. Este costume era chamado de "Cattlecess", ou a "Lei de São Patrício". O Bispos Congus, prelado de Armagh de 730 a 750, continuou com a cobrança, mesmo após a invasão bárbara, mas cessou logo que prelados normandos passaram a governar dioceses nos pais. Até o séuclo XII, foi o último Abade de Armagh a ocupar a liderança da Diocese de Armagh.Dois reis deram a sanção real a prática: Felim, Rei de Munster, em 822, e Brian Boru, em 1006. Os recursos dessas excursões tinham como finalidade a manutenção do Colégio de Armagh, a restauração, muitas vezes necessária, da igreja e outros edifícios quando destruídas pelo fogo ou saqueadas. 

### Conflitos sobre a Primazia
No século XI, os leigos assumiram o controle da Diocese. Os chefes de tribo em cujo território se encontrava Armagh, usurparam a posição e emolumentos temporais do Primaz e passaram para seus auxiliares as funções eclesiásticas. Essa situação perdurou até o início do século XII, quando Cellach, Abade de Armagh, introduzido como leigo, consagrou-se bispo, reunificando as posições.  
Em 1111, Cellach convocou o Sínodo de Ráith Bressail, em que estavam presentes cinquenta bispos, 300 padres e 3.000 outros eclesiásticos, e também Murrough O'Brian, Rei de Munster, e sua corte. Esse sínodo marcou a transição da Igreja na Irlanda: antes monástica, se tornou profundamente diocesana. O sínodo estabeleceu duas províncias eclesiásticas: Armagh e Cashel.    
Em 1134, Cellach foi sucedido por Malaquias O'Morgair, que enfrentou dificuldades na tentativa de realizar uma reforma na diocese; ele renunciou depois de três anos. Em 1139, Malaquias viajou à Roma e solicitou ao Papa dois pálios, um para a Sé de Armagh e a outra, provavelmente, Cashel. No ano seguinte, ele introduziu a Ordem de Cister na Irlanda, motivado pelo conselho de  Bernardo de Claraval. Ele morreu em Claraval, ao fazer uma segunda viagem a Roma. Malaquias foi canonizado em 1199 pelo Papa Clemente III e hoje é um dos padroeiros da Arquidiocese de Armagh.  
Gelásio foi escolhido como sucesso de Malaquias e durante os trinta e sete anos que esteve a frente da Dicoese, realizou vários sínodos importante. No Sínodo de Kells, em 1152 e presidido pelo Cardeal Paparo, legado do Papa Eugênio III, Gelásio recebeu o pálio, junto dos Bispos de Dublin, Cashel, e Tuam. A Irlanda passava a ter quatro províncias eclesiásticas.  
O sucessor de Gelásio, Cornelius Mac Concaille, que morreu no ano seguinte a sua nomeação, em uma viagem a Roma. Ele foi sucedido por Gilbert O'Caran, que enfrentou muitos dificuldades devido a Invasão Normanda. Thomas O'Connor foi nomeado Arcebispo de Armagh em 1181. Um ano após assumir a Arquidiocese, o Papa Lúcio III, a pedido de John Comyn (primeiro prelado inglês na Sé de Dublin) tentou abolir o antigo costume da "Lei de São Patrício". A bula papal emitida declarou que nenhum bispo ou arcebispo devia instaurar qualquer cobrança de taxas na Arquidiocese de Dublin, ou tratar das causas eclesiásticas e assuntos da referida diocese, sem o consentimento de seu arcebispo. Este documento papal originou uma controvérsia amarga entre os Arcebispos de Armagh e de Dublin sobre o antigo direito primacial de julgar os casos eclesiásticos da Arquidiocese de Dublin.  

### Senhorio da Irlanda(1169 - 1541)
Os anglo-normandas que vieram para a Irlanda mostraram-se pouco escrupulosos; saqueavam igrejas e mosteiros e Armagh sofreu consideravelmente devido a seus ataques. Quando os reis ingleses ganharam influência na Irlanda, começaram a intervir na escolha de bispos e uma disputa surgiu entre o Rei João e o Papa Inocêncio III em relação a Eugene MacGillaweer, escolhido como Arcebispo-Primaz de Armargh em 1203. Este prelado esteve presente no IV Concílio de Latrão em 1215 e morreu em Roma no ano seguinte. Os reis ingleses também começaram a reivindicar a posse das temporalidades das dioceses durante vacâncias e insistiram que os bispos recém-eleitos peticionassem, com humildade, a sua restituição. 
O Primaz Reginald, dominicano, consegui que o Papa emitisse um breve unindo o Condado de Louth à Sé de Armagh. Patrick O'Scanlan, Primaz entre 1261 e 1270, também  pertencente a Ordem de São Domingos, reconstruiu a maior parte da Catedral de Armagh e fundou uma casa para franciscanos naquela cidade. Nicholas MacMaelisu, sucessor de O"Scanlan, convocou uma assembleia dos bispos e do clero da Irlanda em Tuam, em 1291, em que eles se uniram para resistir aos abusos do poder secular. No século XIV o Arcebispo Richard Fitz-Ralph defendeu publicamente, na Irlanda e na Inglaterra, as Ordens Mendicantes sobre a questão dos seus votos e privilégios.  
Um conflito sobre a Primazia de Armagh se desenvolveu de forma intermitente durante os século XIII, XIV e XV, pelos Arcebispos de Dublin e Cashel, principalmente o primeiro, já cidade de Dublin se tornava o centro político, social e cultural da Irlanda. Durante o Senhorio da Irlanda, os primazes raramente visitavam Armagh, preferindo residir no palácio arquiepiscopal de Dromiskin e Termonfechan, no Condado de Louth. 

### Reforma Inglesa
Durante o reinado de Henrique VIII, a Arquidiocese de Armarg enfrentou um período de turbulência. Com o rompimento do Rei com a Igreja Católica e o estabelecimento da Igreja Anglicana, o catolicismo foi posto na clandestinidade. O Arcebispo George Cromer, sendo suspeito de heresia pela Santa Sé, foi deposto em favor de Robert Wauchope, um teólogo distinto, que esteve presente no Concílio de Trento. Entretanto, não conseguiu assumir o controle da diocese e morreu no exílio em Paris. Enquanto isso, George Dowdall, um fiel apoiador do monarca inglês, foi nomeado para Sé de Armagh por esse monarca, já que se submeteu ao Ato de Supremacia. Sobre a introdução do Livro de Oração Comum, no reinado de Eduardo VI, ele deixou a Irlanda em desgosto. No início do reinado da rainha Maria I, Dowdall foi reintroduzido pelo Papa por causa do grande zelo que demonstrou contra o protestantismo. Faleceu três meses depois.
Após a curta incumbência de Donagh O'Tighe (1560 - 1562), a Arquidiocese de Armagh foi liderada por Richard Creagh, natural de Limerick. Ele foi preso e encarcerado na Torre de Londres, onde ele foi judicialmente processado e condenado a prisão perpétua. Edward MacGauran, que o sucedeu, era muito ativo na solicitação de ajuda do Papa e Filipe II de Espanha para a Irlanda. Após um intervalo de oito anos, ele foi sucedido por Peter Lombard, que foi o Primaz de Toda Irlanda entre 1601 e 1625. Ele permaneceu no exílio, em Roma, durante todo os vinte e quatro anos de sua incumbência e, portanto, nunca visitou sua diocese.
Hugh MacCawell, um franciscano, foi consagrado no exterior como Arcebispo de Armagh em 1626, mas morreu antes que pudesse chegar a Irlanda. Hugh O'Reilly, o próximo Primaz (1628 - 1653), foi muito ativo nos movimentos políticos de sua época. No rescaldo caótico da Rebelião Irlandesa de 1641, em 1642, ele convocou os bispos e clérigos de  Ulster a um Sínodo em Kells, em que a Guerra foi declarada lícita e piedosa. Ele se tornou proeminente na Confederação Irlandesa de Kilkenny e foi nomeado membro do Conselho Supremo que governou o país em nome do Rei Carlos I. Durante a Conquista Cromwelliana (1649 - 1653), a Irlanda foi reconquistada pelas forças do Parlamento Inglês, que foram hostis ao catolicismo. 
Edmund O'Reilly (1657 - 1669) se tornou o novo Arcebispo-Primaz, mas devido às dificuldades da época só foi capaz de passar dois anos na diocese dos doze de sua incumbência. Ele foi exilado em quatro ocasiões diferentes. Durante todo o tempo em que passou na Arquidiocese, ele se escondia em florestas e cavernas. 
O sucessor de O'Reilly foi Oliver Plunkett (1669 - 1681). Pouco depois de sua nomeação, ele foi obrigado a defender o direito primacial de Armagh contra as reivindicações apresentadas por Peter Talbot, Arcebispo de Dublin. Em uma reunião do clero católico em Dublin em 1670, os dois prelados se recusaram a chegar um acordo. Plunkett, então, escreveu uma obra sobre os antigos direitos e prerrogativas da sua Arquidiocese, publicado em 1672, sob o título Jus Primatiales; or the ancient Preeminence of the See of Armagh above all the other Archbishops in the Kingdom of Ireland, asserted by O.A.T.H.P. (Direito Primacial; ou a antiga preeminência da Sé de Armagh acima de todos os outros Arcebispos no Reino da Irlanda, afirmado por O.A.T.H.P.). Talbot respondeu dois anos mais tarde, na dissertação Primatus Dublinensis; or the chief reasons on which the Church of Dublin relies in the possession and prosecution of her right to the Primacy of Ireland (Primazia de Dublin; ou os principais motivos em que a Igreja de Dublin confia na posse e repressão de seu direito a Primazia da Irlanda).
Em 1679, Oliver Plunkett foi preso sob a acusação de conspirar para trazer 20.000 franceses ao país e de reunir verbas, cobradas por seu clero, com o propósito de formar um exército de 70.000 homens, objetivando uma rebelião armada contra a Coroa. Depois de ser confinado no Castelo de Dublin por vários meses, ele foi levado a julgamento sobre estas e outras acusações em Dundalk; mas o júri, apesar de ser protestante, recusou-se a dar uma sentença. O local do seu julgamento, no entanto, foi mudado para Londres, onde ele foi julgado, antes que pudesse reunir suas testemunhas e trazê-las, embora ele tenha pedido ao juiz. As principais testemunhas de acusação foram alguns padres e frades de Armagh, a quem ele tinha censurado e suspenso por sua suposta conduta imprópria. Ele foi arrastado em um trenó para Tyburn em 1 de julho de 1681, onde ele foi enforcado e esquartejado na presença de uma imensa multidão. A cabeça, ainda em bom estado de conservação, pode ser visto até hoje na Igreja de São Pedro em Drogheda.
Em 1719, dois breves do Papa Clemente XI foram favoráveis as reivindicações de Armagh. Na prática, porém, o direito primacial caiu em desuso na Irlanda como em toda a Igreja. 

### Tempos de Perseguição
Com a intensificação das Leis Penais da Irlanda, o catolicismo passou a ser cada vez mais discriminado pelo Governo Britânico.
Dominic Maguire (1683 - 1707), um dominicano, se tornou o Arcebispo-Primaz de Armagh após a morte de Oliver Plunket. Este arcebispo, foi exilado após a rendição de Limerick em 1691, passando os dezesseis anos que intervieram entre sua partida da Irlanda e sua morte em uma condição muito precária. Entretanto, a Sé de Armagh foi administrada por um vigário, Patrick Donnelly, que em 1697 foi nomeado Bispo de Dromore, embora mantendo a administração de Armagh. 
Devido ao rigor das leis anti-católicas, nenhum Arcebispo de Armagh residiu na Irlanda durante vinte e três anos após a fuga de Maguire. Hugh MacMahon (1714 - 1737), Bispo de Clogher, foi nomeado para a Arquidiocese. MacMahon liderou a arquidiocese durante o mais intenso período de perseguição; o Primaz foi obrigado a se mudar constantemente, celebrando Missas e administrando a Confirmação ao ar livre. No entanto, apesar dessas dificuldades, ele deixou seu nome à posteridade pela obra Jus Primatiale Armacanum, escrita por ordem do Papa, em defesa dos direitos primaciais de Armagh. Ele foi sucedido por seu sobrinho, Bernard MacMahon (1737 - 1747), então Bispo de Clogher, que é reconhecido como um prelado notável pelo seu zelo, caridade, prudência e sã doutrina. Ele também sofreu consideravelmente com a perseguição, e passou a maior parte de seu tempo na clandestinidade. Bernard foi sucedido na Arquidiocese por seu irmão, Ross MacMahon (1747 - 1748), também Bispo de Clogher.
Michael O'Reilly (1749 - 1758), Bispo de Derry, foi nomeado sucessor de MacMahon. Ele publicou dois catecismos, um em irlandês e outro em inglês, o último dos quais tem sido usado em algumas partes do Irlanda até os dias atuais. Em uma ocasião, este Arcebispo e dezoito de padres foram presos perto de Dundalk. Ele vivia em uma pequena cabana de palha em Milltown. Anthony Blake (1758 - 1786) foi o seu sucessor. Durante sua incumbência, a perseguição arrefeceu-se, e ele não foi tão atormentado como seus antecessores, mas ainda assim não pode viver permanentemente na sua diocese, o que causou a um descontentamento entre seu clero e levou a uma suspensão temporária da sua funções. Richard O'Reilly (1787 - 1818) o sucedeu. Por possuir uma considerável fortuna, ele foi o primeiro prelado católico desde a Revolução que foi capaz de viver estavelmente. Por sua sensibilidade e afabilidade, ele conseguiu acalmar as dissensões que haviam atingido a diocese durante o tempo de seu antecessor, ficando conhecido como "Angel of Peace" ("Anjo da Paz"). Em 1793, ele lançou a pedra fundamental da Igreja de São Pedro em Drogheda (projetada para servir como pró-catedral) um dos primeiros templos católicos a ser construído em uma cidade irlandesa desde a Reforma. 

### Séculos XIX e XX
Patrick Curtis (1819 - 1832), que tinha sido reitor do Colégio Irlandês de Salamanca, foi nomeado para a Sé de Armagh e testemunhou a emancipação da Igreja Católica no Reino Unido. Ele foi um dos primeiros a aderir à Associação Católica, organização que visava o fim das restrições ao catolicismo na Irlanda, e construiu uma relação amigável com o Duque de Wellington, que ele havia conhecido na Espanha durante a Guerra Peninsular. Thomas Kelly sucedeu Curtis e serviu como Arcebispo entre 1832 e 1835, morrendo com fama de santidade.
William Crolly se tornou o Arcebispo-Primaz de Armagh em 1835. Ele foi o primeiro Primaz católico a residir em Armagh desde a introdução das Leis Penais. Ele começou a construção de uma nova catedral, que levou mais de sessenta anos para ser concluída; a pedra fundamental foi lançada em 17 de março de 1840. Paul Cullen sucedeu-o em 1849. Em 1850, ele presidiu a Sínodo Nacional de Thurles, o primeiro sínodo realizado na Irlanda desde a convenção dos bispos e do clero em Kilkenny em 1642. Ele foi transferido para a Sé de Dublin em 1852
Joseph Dixon (1852 - 1866), o sucessor de Cullen, realizou um sínodo em Drogheda em 1854, em que todos os Bispos do norte estiveram presentes. Dixon retomou a construção da catedral planejada pelo Arcebispo Crolly, mas morreu antes do término das obras. Michael Kieran (1866 - 1869) sucedeu Dixon, e residiu um Dundalk durante o período que governou a Arquidiocese. Seu sucessor, Daniel McGettigan (1870 - 1887), foi o primeiro a celebrar na nova catedral em 1873, apesar de ainda não está completa. Ele foi sucedido por Michael Logue, que foi criado cardeal em 1893, se tornando o primeiro Arcebispo-Primaz de Armagh a ser nomeado para o Colégio dos Cardeais. Dedicou-se a tarefa de completar a Catedral de São Patrício. Esta grande catedral foi consagrada em 24 de julho de 1904. Cardeal Vicenzo Vannutelli, representando o Papa Pio X, esteve presente na consagração.  
As mudanças do Concílio Vaticano II logo se fizeram sentir na Arquidiocese de Armagh. Entre as muitas iniciativas diocesanas pós-conciliar foram a abertura de Mount Oliver Pastoral Institute em 1969; a Assembléia Arquidiocesana de Padres em 1981, como nunca antes na história da Igreja Irlandesa, todos os sacerdotes de uma diocese se reuniram para planejar o desenvolvimento futuro; Missão Diocesana de Lagos em 1982; e a maior ênfase em um impulso ecumênico.
Os acontecimentos nos últimos anos de especial importância para a Arquidiocese foram a canonização do Arcebispo Oliver Plunkett em 1975 e a beatificação de Padre Patrick Loughran em 1992. Em 1977, Tomás Ó Fiaich foi o primeiro nativo de Armagh desde São Malaquias a ser nomeado Arcebispo de Armagh e Primaz de Toda Irlanda. 

## Prelados
| #                      | Nome                             | Período    | Notas                                          |
| Arcebispos             | Arcebispos                       | Arcebispos | Arcebispos                                     |
| ---------------------- | -------------------------------- | ---------- | ---------------------------------------------- |
| 61º                    | Eamon Columba Martin             | 2014-      | Atual                                          |
| 60º                    | Seán Baptist Cardeal Brady       | 1996-2014  | Arcebispo emérito                              |
| 59º                    | Cahal Brendan Cardeal Daly       | 1990-1996  |                                                |
| 58º                    | Tomás Séamus Cardeal Ó Fiaich    | 1977-1990  |                                                |
| 57º                    | William John Cardeal Conway      | 1963-1977  |                                                |
| 56º                    | John Francis Cardeal D'Alton     | 1946-1963  |                                                |
| 55º                    | Joseph Cardeal MacRory           | 1928-1945  |                                                |
| 54º                    | Patrick Joseph Cardeal O'Donnell | 1924-1927  |                                                |
| 53º                    | Michael Cardeal Logue            | 1887-1924  |                                                |
| 52º                    | Daniel McGettigan                | 1870-1887  |                                                |
| 51º                    | Michael Kieran                   | 1866-1869  |                                                |
| 50º                    | Joseph Dixon                     | 1852-1866  |                                                |
| 49º                    | Paul Cullen                      | 1849-1852  | Nomeado Arcebispo de Dublin                    |
| 48º                    | William Crolly                   | 1835-1849  |                                                |
| 47º                    | Thomas Kelly                     | 1832-1835  |                                                |
| 46º                    | Patrick Curtis                   | 1819-1832  |                                                |
| 45º                    | Richard O'Reilly                 | 1787-1818  |                                                |
| 44º                    | Anthony Blake                    | 1758-1787  |                                                |
| 43º                    | Michael O'Reilly                 | 1748-1758  |                                                |
| 42º                    | Ross Roe MacMahon                | 1747-1748  |                                                |
| 41º                    | Bernard MacMahon                 | 1737-1747  |                                                |
| 40º                    | Hugh MacMahon                    | 1715-1737  |                                                |
| 39º                    | Dominic Maguire, O.P.            | 1683-1707  |                                                |
| 38º                    | Oliver Plunkett                  | 1669-1681  |                                                |
| 37º                    | Edmund O'Reilly                  | 1658-1669  |                                                |
| 36º                    | Hugh O'Reilly                    | 1628-1653  |                                                |
| 35º                    | Hugh McCaughwell, O.F.M. Obs.    | 1626       |                                                |
| 34º                    | Peter Lombard                    | 1601-1625  |                                                |
| 33º                    | Edmund MacGauran                 | 1587-1593  |                                                |
| 32º                    | Richard Creagh                   | 1564-1585  |                                                |
| 31º                    | Donagh O'Tighe                   | 1560-1562  |                                                |
| 30º                    | George Dowdall, O.S.C.           | 1553-1558  |                                                |
| 29º                    | Robert Wauchope                  | 1539-1551  |                                                |
| 28º                    | George Cromer                    | 1521-1539  |                                                |
| 27º                    | John Kite (Kyte)                 | 1513-1521  | Nomeado Arcebispo (título pessoal) de Carlisle |
| 26º                    | Ottaviano Spinelli del Palagio   | 1478-1513  |                                                |
| 25º                    | Edmund Connesburgh               | 1475-1477  |                                                |
| 24º                    | John Foxalls, O.F.M.             | 1471-1474  |                                                |
| 23º                    | John Bole, C.R.S.A.              | 1457-1471  |                                                |
| 22º                    | John Mey                         | 1443-1456  |                                                |
| 21º                    | John Prene                       | 1439-1443  |                                                |
| 20º                    | John Swayne                      | 1418-1439  |                                                |
| 19º                    | Nicholas Fleming                 | 1404-1416  |                                                |
| 18º                    | John Colton                      | 1381-1404  |                                                |
| 17º                    | Milo Sweetman                    | 1361-1380  |                                                |
| 16º                    | Richard FitzRalph                | 1346-1360  |                                                |
| 15º                    | David O’Hiraghty                 | 1334-1346  |                                                |
| 14º                    | Stephen Seagrave                 | 1323-1333  |                                                |
| 13º                    | Roland de Jorse, O.P.            | 1311-1322  |                                                |
| 12º                    | Walter de Jorse, O.P.            | 1307-1311  |                                                |
| 11º                    | John Taaffe                      | 1306-1307  |                                                |
| 10º                    | Nicolas McMaolissa               | 1272-1303  |                                                |
| 9º                     | Patrick O’Scanlan, O.P.          | 1261-1270  |                                                |
| 8º                     | Abraham O’Connelan               | 1257-1260  |                                                |
| 7º                     | Reginald de Bologna, O.P.        | 1247-1256  |                                                |
| 6º                     | Albert Suerber, O.P.             | 1240-1247  | Nomeado Arcebispo (título pessoal) de Lübeck   |
| 5º                     | Donatus O’Fidabra                | 1227-1237  |                                                |
| 4º                     | Luke Netterville                 | 1220-1227  |                                                |
| 3º                     | Eugene MacGillivider             | 1202-1216  |                                                |
| 2º                     | Gilbert O’Caran                  | 1175-1180  |                                                |
| 1º                     | Gelasius Ruaidri                 | 1152-1174  |                                                |
| Arcebispos coadjutores |                                  |            |                                                |
|                        | Eamon Columba Martin             | 2013-2014  |                                                |
|                        | Seán Baptist Brady               | 1994-1996  |                                                |
|                        | Patrick Joseph O’Donnell         | 1922-1924  |                                                |
|                        | Michael Logue                    | 1887       |                                                |
|                        | Thomas Kelly                     | 1828-1832  |                                                |
|                        | Richard O’Reilly                 | 1782-1787  |                                                |
| Bispos                 |                                  |            |                                                |
| 47º                    | Gelasius Ruaidri                 | 1137-1152  | Elevado à Arcebispo                            |
| 46º                    | Malaquias                        | 1134-1148  |                                                |
| 45º                    | Cellach                          | 1106-1129  |                                                |
| 44º                    | Melmurry                         | ?-1020     |                                                |
| 43º                    | Murechan                         | 998-1001   |                                                |
| 42º                    | Dubdaleth II                     | 966-998    |                                                |
| 41º                    | Muiderach                        | 957-966    |                                                |
| 40º                    | Catasach MacDulgin               | ?-957      |                                                |
| 39º                    | Malpatrick MacMaol Tule          | 936        |                                                |
| 38º                    | Joseph                           | 927-936    |                                                |
| 37º                    | Mael Brigid MacDornan            | 886-927    |                                                |
| 36º                    | Maeloba MacCrumvail              | 883-885    |                                                |
| 35º                    | Catasach MacRabartach            | 875-883    |                                                |
| 34º                    | Ainmire                          | 874-875    |                                                |
| 33º                    | Factna                           | 852-874    |                                                |
| 32º                    | Dermod O'Tigernach               | ?-852      |                                                |
| 31º                    | Faranan                          | ?-848      |                                                |
| 30º                    | Eugênio                          | 826-834    |                                                |
| 29º                    | Flangus MacLoingle               | 812-822    |                                                |
| 28º                    | Nuat MacSegene                   | 808-812    |                                                |
| 27º                    | Torbac MacGorman                 | 807-808    |                                                |
| 26º                    | Conmach                          | 798-807    |                                                |
| 25º                    | Cudinisco                        | 794-798    |                                                |
| 24º                    | Ardilac                          | 793-794    |                                                |
| 23º                    | Dubdalethy                       | 778-793    |                                                |
| 22º                    | Fendaloch                        | 768-771    |                                                |
| 21º                    | Ferdachry                        | 758-768    |                                                |
| 20º                    | Ceile Petrus                     | 750-758    |                                                |
| 19º                    | Congusa                          | 730-750    |                                                |
| 18º                    | Suibney                          | 715-730    |                                                |
| 17º                    | Flan                             | 693-715    |                                                |
| 16º                    | Segon                            | 661-688    |                                                |
| 15º                    | Thomian MacRenan                 | 623-661    |                                                |
| 14º                    | McLasisir                        | 610-623    |                                                |
| 13º                    | Senach                           | 598-610    |                                                |
| 12º                    | Eochaid MacDermod                | 588-598    |                                                |
| 11º                    | Cairlan                          | 578-588    |                                                |
| 10º                    | Feidlimid Fin                    | 551-578    |                                                |
| 9º                     | David MacGuaire                  | 548-551    |                                                |
| 8º                     | Duach II                         | 536-548    |                                                |
| 7º                     | Ailild II                        | ?-536      |                                                |
| 6º                     | Ailild I                         | ?-526      |                                                |
| 5º                     | Duach I                          | 497-513    |                                                |
| 4º                     | Cormac                           | 482-497    |                                                |
| 3º                     | Jarlath                          | 465-482    |                                                |
| 2º                     | Benigno                          | 455-465    |                                                |
| 1º                     | Patrício                         | 445-455    |                                                |
| Bispos auxiliares      |                                  |            |                                                |
|                        | Michael Router                   | 2019-      | Atual                                          |
|                        | Gerard Clifford                  | 1991-2013  |                                                |
|                        | James Gerard Lennon              | 1980-1989  |                                                |
|                        | Francis Lenny                    | 1974-1978  |                                                |
|                        | William John Conway              | 1958-1963  | Elevado à Arcebispo                            |

## Território
A Arquidiocese de Armagh abrange parte da República da Irlanda e Irlanda do Norte, já que a hierarquia católica nunca dividiu-se mesmo após a Partição da Irlanda. São territórios abrangidos pela Arquidiocese:

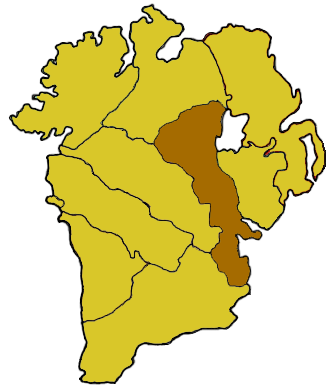
A Arquidiocese em sua Província Eclesiástica.

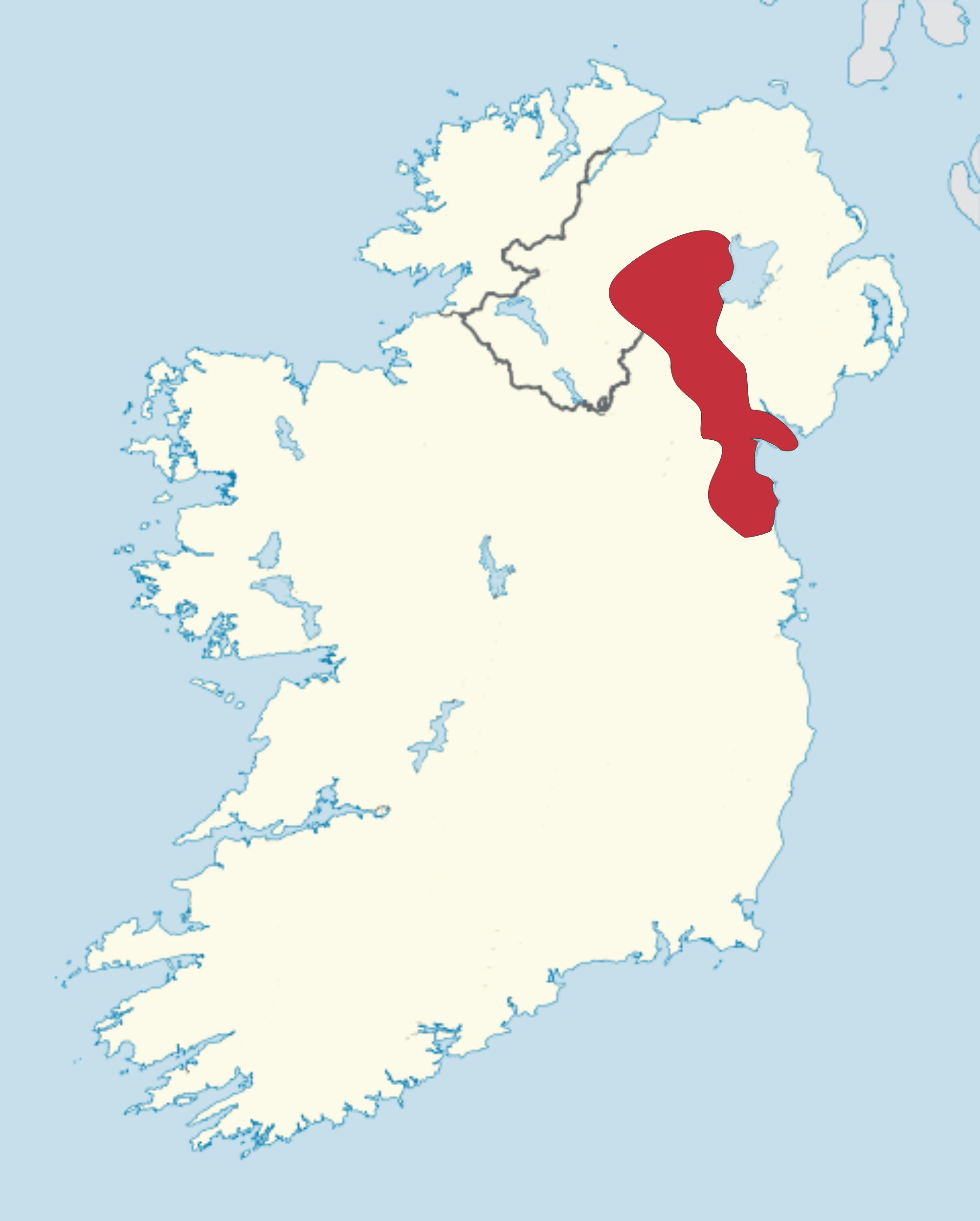
A Arquidiocese de Armagh na Irlanda.

| República da Irlanda                                    | Irlanda do Norte                                                            |
| ------------------------------------------------------- | --------------------------------------------------------------------------- |
| A maior parte de: - Condado de Louth - Condado de Meath | Partes de: - Condado de Armagh - Condado de Londonderry - Condado de Tyrone |